# Alfonso María de Borbón y Pintó

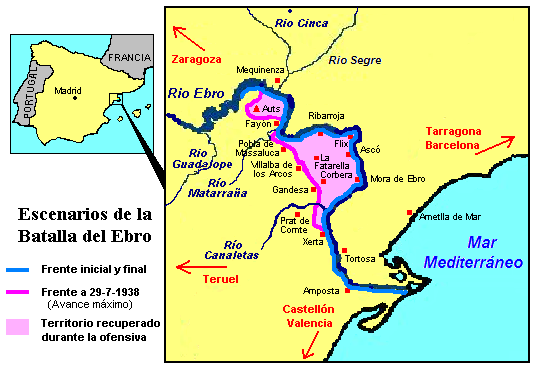
Mapa de la Batalla del Ebro donde falleció Alfonso María de Borbón y Pintó.

Alfonso María de Borbón y Pintó (Valladolid, 27 de agosto de 1909 - Provincia de Tarragona, 25 de diciembre de 1938) fue un militar y noble español perteneciente a la Casa de Borbón.

## Biografía
Nacido en el seno de una familia carlista era hijo de Alberto María de Borbón y d'Ast, ii duque de Santa Elena y de María Luisa Pintó y Lecanda. En 1925 ingresó en la Academia de Caballería de Valladolid y, en 1931, siendo teniente, solicita el retiro. 
Al comiendo del golpe de estado de julio de 1936, Alfonso María de Borbón, que se encontraba en su ciudad natal, se presenta inmediatamente a las autoridades militares, las cuales lo destinan, como teniente, al Regimiento de Caballería de Villarrobledo, que operaba en el frente de Palencia. 
Habilitado de capitán, manda una compañía del Tercio castellano del general Mola, tomando parte en las campañas de Santander y Asturias. El 1938 ascendió al empleo de comandante (habilitado) y recibió el mando del mencionado tercio, participando en las operaciones militares en la batalla de Teruel y en la ofensiva de Cataluña. Falleció el 25 de septiembre de 1938, durante la batalla del Ebro. 
Le fue concedida la Medalla Militar Individual.

## Matrimonio y descendencia
Contrajo matrimonio el 19 de marzo de 1933, en Madrid, con María de las Angustias Pérez del Pulgar y Alba, viii marquesa de Santa Fe de Guardiola (Valladolid, 17 de octubre de 1907 - Valladolid, 8 de junio de 1939). 
Fruto de este matrimonio nacieron tres hijos:
- Alberto Enrique de Borbón y Pérez del Pulgar (1933-1995), iii duque de Santa Elena y xiv marqués de Santa Fe de Guardiola. Contrajo matrimonio con Eugenia Sanchiz y Mendaro (nacida en Madrid, el 10 de octubre de 1934), hija de Gonzalo María Sanchiz y Calatayud, iii marqués de Montemira, y de María de la Concepción Mendaro y Romero. Fruto de su matrimonio nacieron 4 hijos:
  - Alberto María de Borbón y Sanchiz (30 de abril de 1960 - 15 de mayo de 1960)
  - Alfonso Gonzalo de Borbón y Sanchiz (n. 31 de marzo de 1961), iv duque de Santa Elena y x marqués de Santa Fe de Guardiola. Contrajo matrimonio con Patricia Doomkamp (n. en La Haya, el 23 de febrero de 1958). Este matrimonio, del que no tuvo descendencia, terminó en divorcio. Contrajo segundas nupcias con María Escrivá de Romaní y Soto (n. en Madrid, el 17 de noviembre de 1956), hija de Luis Escrivá de Romaní y Patiño, v conde de Glimes de Brabante, y de su esposa, María de Soto y Colón de Carvajal. De su segundo matrimonio nacieron tres hijos:
    - María de Borbón y Escrivá de Romaní (n. 10 de enero de 1994).
    - Eugenia de Borbón y Escrivá de Romaní (n. 10 de enero de 1994).
    - Alfonso de Borbón y Escrivá de Romaní (n. 2 de febrero de 1995).

  - María Luisa de Borbón y Sanchiz (n. 22 de abril de 1962).

- María de las Angustias de Borbón y Pérez del Pulgar (n. 1935). Permaneció soltera, básicamente porque ingresó como religiosa en la orden dominica, ejerciendo como profesora en el colegio Nuestra Señora del Rosario, Dominicas Francesas, de Valladolid.

- Alfonso de Borbón y Pérez del Pulgar (1937-2007). Contrajo matrimonio con Inés Medina y Atienza (nacida en Sevilla, el 17 de diciembre de 1939), hija de Fernando de Medina y Benjumea, vii conde de Campo Rey, y de Mariana Atienza y Benjumea. Fruto de este matrimonio nacieron 3 hijos:
  - Alfonso de Borbón y Medina (27 de abril de 1963 - 20 de enero de 2005). Casado en 1999 con Amelia Isabel Pérez y Menzel, tuvo un hijo:
    - Alfonso de Borbón y Pérez-Menzel (n. 6 de noviembre de 1999)

  - Fernando de Borbón y Medina (Sevilla, 15 de junio de 1966-Sevilla, 5 de enero de 2025). Casado en septiembre de 1999 con María Vallejo y Miras, hija de José Vallejo y Osorno y de Ángeles Miras y Vilches. Tienen 3 hijos:
    - Fernando de Borbón y Vallejo (n. 12 de marzo de 2001)
    - Sofía de Borbón y Vallejo (n. 10 de octubre de 2002)
    - Ignacio de Borbón y Vallejo (n. 12 de octubre de 2005)

  - Jaime de Borbón y Medina (n. Sevilla, 19 de julio de 1971). Casado en 2007 con Patricia García de la Mata, sin descendencia.